# Люстиг, Джордж
Джордж Люстиг (англ. George Lusztig, рум. Gheorghe Lusztig; род. 20 мая 1946) — американский математик, профессор Массачусетского технологического института.

## Биография
Родился в городе Тимишоара, в еврейской семье. В 1962 и 1963 годах представлял Румынию на Международной математической олимпиаде, оба раза получив серебряные медали. Обучался в университете Бухареста, уже в 1965 году опубликовал свою первую работу (A model of plane affine geometry over a finite field). В 1969 году по приглашению Майкла Атьи перешёл в Институт перспективных исследований в Принстоне.
В 1971 году получил степень Ph.D. за диссертацию, посвящённую вопросам индекса эллиптических операторов. В 1971—1978 годах работал в Уорикском университете, затем — в Массачусетском технологическом институте.
Джордж Люстиг известен благодаря своим работам по теории представлений. В частности, он произвёл полную классификацию неприводимых комплексных представлений конечных групп Шевалле. В этих работах он предложил несколько новых концепций, играющих фундаментальную роль в теории представлений (см. теория Делиня — Люстига, многочлен Каждана — Люстига).
В 1982 году Люстиг получил стипендию Гуггенхайма. В 1985 году Люстиг был награждён премией Коула по алгебре, в 2008-м — премией Стила в номинации «за выдающиеся достижения на протяжении всей карьеры». Он является членом Национальной академии наук США (1992), Лондонского королевского общества (1983) и действительным членом Американского математического общества.
24 сентября 2014 года награждён премией Шао.

## Избранные работы
- George Lusztig. The Discrete Series of GL(n) Over a Finite Field. — Princeton: Annals of Mathematical Studies, 1974. — 104 p.
- George Lusztig. Characters of Reductive Groups over a Finite Field (англ.) // Proceedings of the International Congress of Mathematicians. — 1983. — P. 877—880. Архивировано 28 сентября 2013 года.
- George Lusztig. Introduction to quantum groups. — Birkhäuser, 1993. — 340 p. — ISBN 3764337125.